# Diogo de Almeida

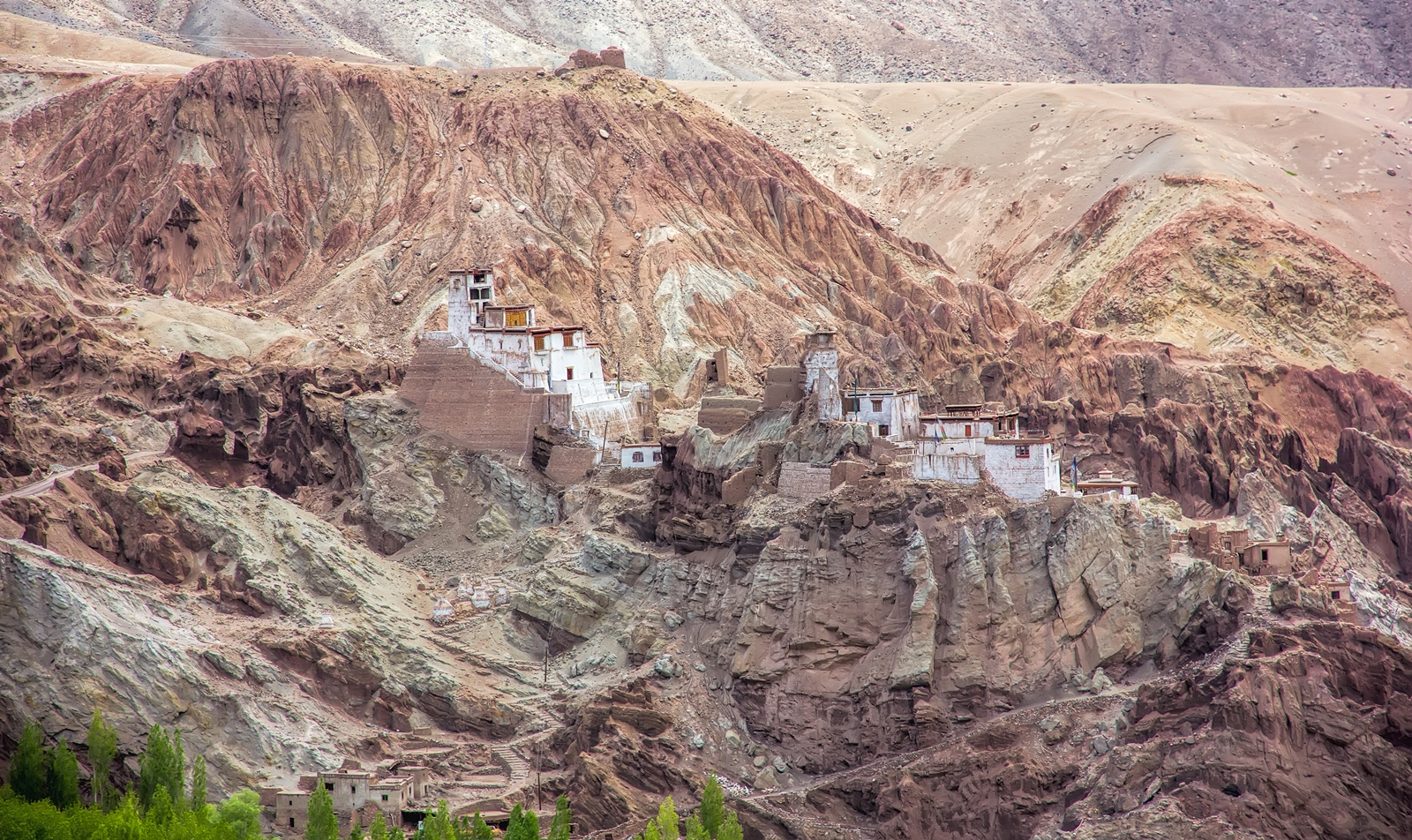
Palácio real e os edifícios religiosos budistas que o rodeiam, em Basgo, uma das antigas capitais do Ladaque, onde Diogo de Almeida teria vivido dois anos.

Diogo de Almeida foi um comerciante e explorador português dos séculos XVI e XVII do qual apenas se sabe que foi o primeiro europeu que visitou terras tibetanas, mais concretamente o Ladaque, a região dos Himalaias que atualmente constitui a parte mais setentrional (noroeste) da Índia.
Visitou o Ladaque no final da década de 1590, 1600 ou 1601 e viveu dois anos em Basgo, a capital de um dos dois reinos da região, onde então reinava Jamiang Namgyal (´Jam-dbyans rnam-rgyal), a quem ele chama Tammiguia. Quando regressou a Goa, em 1603, relatou que tinha lá encontrado uma comunidade cristã.
O então arcebispo de Goa Aleixo de Meneses descreve no seu livro “Jornada do Arcebispo de Goa”, publicado em 1606 em Coimbra, o relato que Diogo de Almeida lhe fez das suas viagens, feito numa audiência que teve lugar em 1603. O comerciante contou que os tibetanos tinham muitas igrejas ricamente decoradas, com pinturas nos altares e imagens de Jesus, Nossa Senhora e os Apóstolos. Tinham muitos padres, que eram celibatários, vestiam-se como os padres ocidentais e a única diferença era que rapavam a cabeça. Tinham um bispo a que chamavam "lamão". Esta é provavelmente a menção mais antiga à designação "lama" no Ocidente.
O mercador tinha obviamente julgado que o budismo tibetano praticado além dos Himalaias era uma forma de cristianismo, de resto uma confusão comum nos portugueses do século XVI que escreveram sobre a região e o Tebat (Tibete). Um desses relatos é do jesuíta Jerónimo Xavier, sobrinho de São Francisco Xavier, que viveu no Império Mogol durante o reinado de Akbar, que escreveu que um mercador muçulmano da Ásia Central lhe contou em 1597 que a nordeste de Agra e Lahore existia uma vasta região cristã chamada Xatai (semelhante a Catai, um dos nomes dado à China). Três séculos e meio antes, o monge franciscano e viajante flamengo Guilherme de Rubruck tinha feito a mesma confusão.
Alguns historiadores são muito céticos em relação à extensão da estadia de Diogo de Almeida no Ladaque, pois os relatos das semelhanças dos templos e monges budistas com os cristãos coincidem com os das descrições dos mercadores muçulmanos e, ao contrário destes, que não estavam familiarizados com as igrejas e religiosos cristãos, seria mais improvável um cristão tomar os budistas por cristãos.